# Portret żony artysty nad książką
Portret żony artysty nad książką – grafika wykonana techniką suchej igły polskiego malarza Stanisława Masłowskiego (1853–1926) z około 1906 roku, znajdująca się (2022) w zbiorach Muzeum Narodowego w Warszawie. 

## Opis

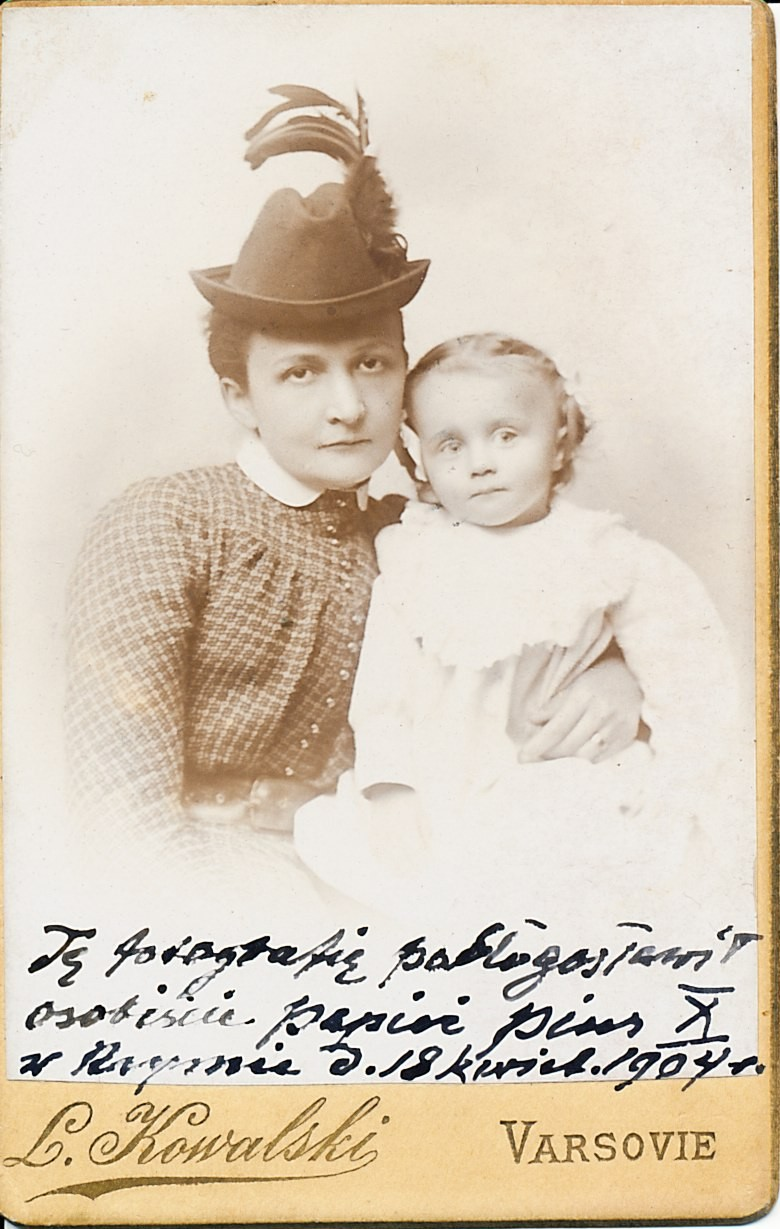
Zdjęcie portretowe żony artysty z 1904 roku (z trzyletnim synem na ręku)

Portret jest wizerunkiem żony artysty Anieli z Ponikowskich Masłowskiej siedzącej przy stole z otwartą książką i wzrokiem skierowanym na wprost widza. Osoba portretowana opierała głowę na dłoni swej lewej wspartej łokciem o stół ręki. Pod jej twarzą widoczny jest fragment obficie marszczonej na piersiach bluzki, zapiętej pod szyją szeregiem guziczków. Tło i ubiór wykonano przy pomocy w różnym stopniu zagęszczonych, drobnych pociągnięć igły.
Kwestia podobieństwa osoby portretowanej może być rozpatrywana przez porównanie niniejszego portretu o wymiarach 11,5 x 8 cm wykonanego w 1906 techniką suchej igły z jej zdjęciem fotograficznym z 1904 roku (z trzyletnim wówczas synem na ręku).

## Dane uzupełniające
Portret żony artysty nad książką powstał w okresie 1905–1907, w którym artysta nie wyjeżdżając poza miasto „pracował w warszawskiej pracowni i eksperymentował”.
Niniejszy portret wywołuje pytania: Dlaczego nad książką, czy może nad nutami? Czy ukazana na portrecie sytuacja jest przypadkowa, czy raczej typowa? Odpowiedzi wynikają z życiorysu osoby portretowanej. Zredagował go jej syn i zarazem syn artysty, historyk sztuki, Maciej Masłowski – w sposób następujący:

Zaraz po skończeniu szkoły zabrała się do pracy zarobkowej, przez pierwsze dwa lata jako nauczycielka na wsi, potem w Warszawie. Tutaj rozpoczyna studia muzyczne u Śliwińskiego (ojca) i A.Michałowskiego. W rezultacie osiąga wysoki poziom wykonawczy i możność utrzymania się z prywatnych lekcji. Zachowała się opinia Sygietyńskiego (nieskłonnego do przesady), gdzie stwierdza, że „p. Aniela z Ponikowskich Masłowska jest wyborną i doświadczoną nauczycielką gry fortepianowej”. Proponował jej w swoim czasie objęcie klasy przygotowawczej w konserwatorium. Obok muzyki interesuje się żywo literaturą i krytyką. Mało znałem kobiet jej epoki równie oczytanych i obytych zarówno w dziedzinie literatury polskiej, jak francuskiej, niemieckiej, skandynawskiej, rosyjskiej, specjalnie zaś francuskiej krytyki artystycznej. W jej podręcznej bibliotece, panieńskiej jeszcze, można było spotkać prace Goncourtów, Baudelaire’a, Sainte-Bouve’a, Hello, de Vogue, Wyzewy itp. Kierunek i gatunek tej lektury wiązał się niewątpliwie ze środowiskiem, w jakim się obracała. Środowisko to było bardzo różnorodne i ciekawe. Znała całą Polskę intelektualną swoich czasów poczynając od lewego skrzydła w osobie komunistki Marii Koszutskiej (tow. Wery) i „najstarszej” socjalistki Paszkowskiej (Gertrudki) kończąc na prawym. koncentrującym się w domu jej ciotecznego brata Jana Wiktora Popławskiego (Dmowski, J. K. Potocki, Antoni Potocki, Z. Wasilewski, Jabłonowski). Była w okresie paru lat uczestniczką zebrań u Niedźwiedzkich, gdzie do stałych gości należeli Dygasiński, Prus, Sienkiewicz, filozof Mahrburg, chemik Milicer, zwany Janem Złotoustym, matematyk Gosiewski, Ochorowicz. Przyjaźniła się z rodziną Jana Kleczyńskiego, gdzie zbierał się co miesiąc muzyczny świat Warszawy. W Krakowie u fizyka Augusta Witkowskiego, żonatego z jej kuzynką, spotykała młodopolską naukę i sztukę. Znała świetnie stare Zakopane z Tetmajerami, Żeleńskimi, Witkiewiczem, Chałubińskim, Sabałą. Bywała na zebraniach u Dicksteinów, Krausharów, Lewentalów, Brzezińskich, Grabowskich, które gromadziły warszawską elitę intelektualną. Z domu rodziców, od dziecka znała Eugeniusza i Józefa Pankiewiczów i Romana Statkowskiego. Komediopisarz Bliziński był jej wujem, Wacława Berenta uczyła polskiego jako młodego chłopca. Obok muzyki, lektury i życia towarzyskiego pochłaniała ją w młodości praca oświatowa wśród warszawskiego proletariatu. Patrzyła z bliska na koleje losu tylu wybitnych ludzi w Polsce, że nie można odżałować, iż nie utrwaliła swoich wspomnień.

Związki Anieli Masłowskiej ze środowiskiem muzycznym pogłębiały i rozszerzały się dzięki jej pokrewieństwu z Eugenią Umińską poprzez matkę Anieli Krystynę z Chojnackich Ponikowską (1827–1869) i babkę Teresę z Umińskich Chojnacką (1796–1868).

## Literatura
- Polski Słownik Biograficzny, Wrocław - Warszawa - Kraków - Gdańsk, 1975, wyd. „Ossolineum”, tom XX/1, zesz. 84
- Stanisław Masłowski - Materiały do życiorysu i twórczości, oprac. Maciej Masłowski, Wrocław, 1957, wyd. „Ossolineum”
- Stanisław Masłowski Akwarele 12 reprodukcji barwnych, wstęp opracował i dokonał wyboru materiału ilustracyjnego  Maciej Masłowski, Wydawnictwo Sztuka, Warszawa 1956